# Proutictis caracorumensis
Proutictis caracorumensis är en fjärilsart som beskrevs av Eugen Wehrli 1933. Proutictis caracorumensis ingår i släktet Proutictis och familjen mätare. Inga underarter finns listade i Catalogue of Life.